# Mahmud Afshar
Mahmud Afshar Yazdi (persiska: محمود افشار یزدی), född 1893 i Yazd i Persien, död 1983 i Teheran i Iran, iransk politiker, nationalist, iranist och pionjär inom paniranismen. 

## Biografi
Mahmud Afshar var utbildad i Iran och Schweiz och tog sin doktorsexamen i statsvetenskap 1919 vid Lausannes universitet. Två år senare återvände han till Iran där han blev en pionjär inom den paniranistiska rörelsen. Han hade som ung varit aktiv inom "Unga Irans sällskap" (Anjoman-e Iran-e Javan) som bestod av en grupp nationalistiska iranier, varav flertalet var utbildade vid europeiska universitet. En av gruppens inflytelserika medlemmar var Reza Pahlavi som 1925 blev Irans kejsare. 
Mahmud Afshar var en stark anhängare av Pahlavis moderna reformer och sekularisering. 1925 grundade han kulturtidskriften Ayande (Framtid). Han grundade flera vetenskapliga och kulturella institutioner i landet, däribland Handelshögskolan (Madrese-ye Tejarat) i Teheran. Han tjänstgjorde även vid Irans Kulturministerium och Justitieministerium.
Mahmud Afshar var gift med Nosrat Barazande och far till den berömde iranisten Iraj Afshar. 